# Liste des évêques de Nouna
 (10 juin 2018).
Liste des évêques de Nouna
(Dioecesis Nunensis)
La préfecture apostolique burkinabée de Nouna est créée le 12 juin 1947, par détachement de celle de Gao (Mali).
Elle est érigée en vicariat apostolique le 18 octobre 1951.
Enfin, ce dernier est érigé en évêché de Nouna le 14 septembre 1955.
Il change de dénomination pour devenir l'évêché de Nouna-Dédougou le 3 décembre 1975, puis, à la suite de sa scission, redevient l’évêché de Nouna le 14 avril 2000. Son siège est la cathédrale Notre-Dame-du-Perpétuel-Secours de Nouna.

## Est préfet apostolique
- 17 octobre 1947-18 octobre 1951 : Jean-Marie Lesourd

## Puis est vicaire apostolique
- 18 octobre 1951-14 septembre 1955 : Jean-Marie Lesourd, promu vicaire apostolique.

## Enfin sont évêques
- 14 septembre 1955-5 juillet 1973 : Jean-Marie Lesourd, promu évêque.
- 5 juillet 1973-14 avril 2000 : Zéphyrin Toé, évêque de Nouna, puis de Nouna-Dédougou à partir de 1975; devient évêque de Dédougou après 2000.
- depuis le 14 avril 2000 : Joseph Sama

## Sources
- « L'annuaire pontifical », sur catholic-hierarchy.org (consulté le 10 juin 2018)